# Малшибай
Малшиба́й (каз. Малшыбай) — село у складі Жезказганської міської адміністрації Улитауської області Казахстану. Адміністративний центр та єдиний населений пункт Сарикенгірського сільського округу.
Населення — 326 осіб (2021; 266 у 2009, 447 у 1999, 748 у 1989).
Національний склад станом на 1989 рік:
- казахи — 100 %.